# زراعة دقيقة

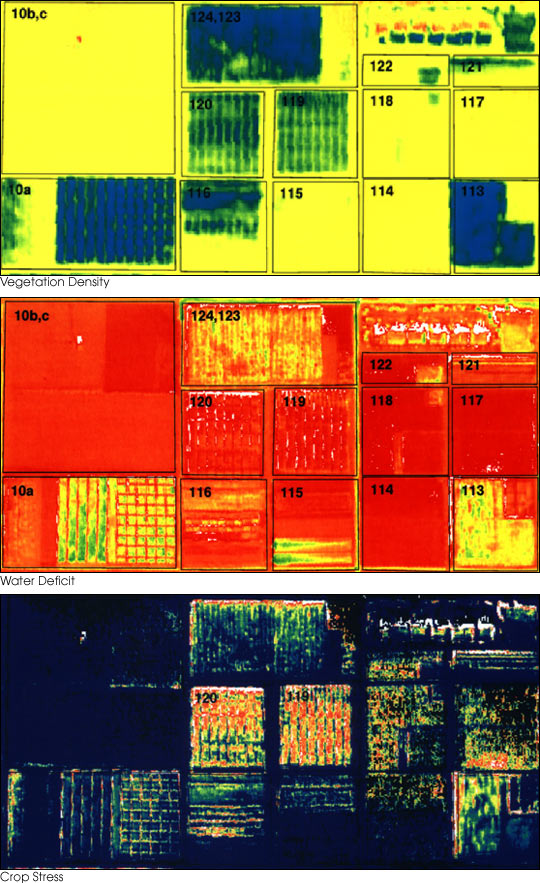

الزراعة الدقيقة هي زراعة تعتمد على التكنولوجيا والأقمار الصناعية ونظام التموضع العالمي(GPS)
وأنظمة المعلومات الجغرافية لفهم المتغيرات المختلفة المتعلقة بالعملية الزراعية، مثل تحديد كميات الري المناسبة، والأسمدة، والتنبؤ بفترات الحصاد وكمياته.قوة الأبحاث في الزراعة الدقيقة بالقدرة على تحديد نظام دعم قرار لأجل إدارة مزرعة بشكل كامل من أجل زيادة الإنتاج بنفس الموارد الموجودة.حقيقة الواقع هو على مايبدو بسيط مثل القدرة على تحديد مناطق إدارة تكون تطبيق الإدارة لاجل محصول أو حقل واحد على مر الزمن من الصعب تعريفه(على سبيل المثال،ويلان(2003))